# Trulli Formula E Team
A Trulli Formula E Team foi um uma equipe de automobilismo suíça, fundada pelo ex-piloto pelo de Fórmula 1 e vencedor do Grande Prêmio de Mônaco de 2004 Jarno Trulli para competir na Fórmula E. A equipe tinha uma parceria técnica com a Drayson Racing Technology e era operada pela Super Nova Racing.

## História
Em 18 de junho de 2014, a Trulli Formula E Team foi anunciada como a décima e última equipe confirmada na temporada inaugural da Fórmula E, assumindo a entrada originalmente detida pela Drayson Racing. A Drayson permaneceu como o "principal parceiro de tecnologia" da Trulli, enquanto a Super Nova Racing foi encarregada de operar a equipe. Jarno Trulli anunciou durante o lançamento que pilotaria por sua própria equipe, enquanto a piloto italiana de Auto GP Michela Cerruti foi anunciada posteriormente como o segundo piloto da equipe.

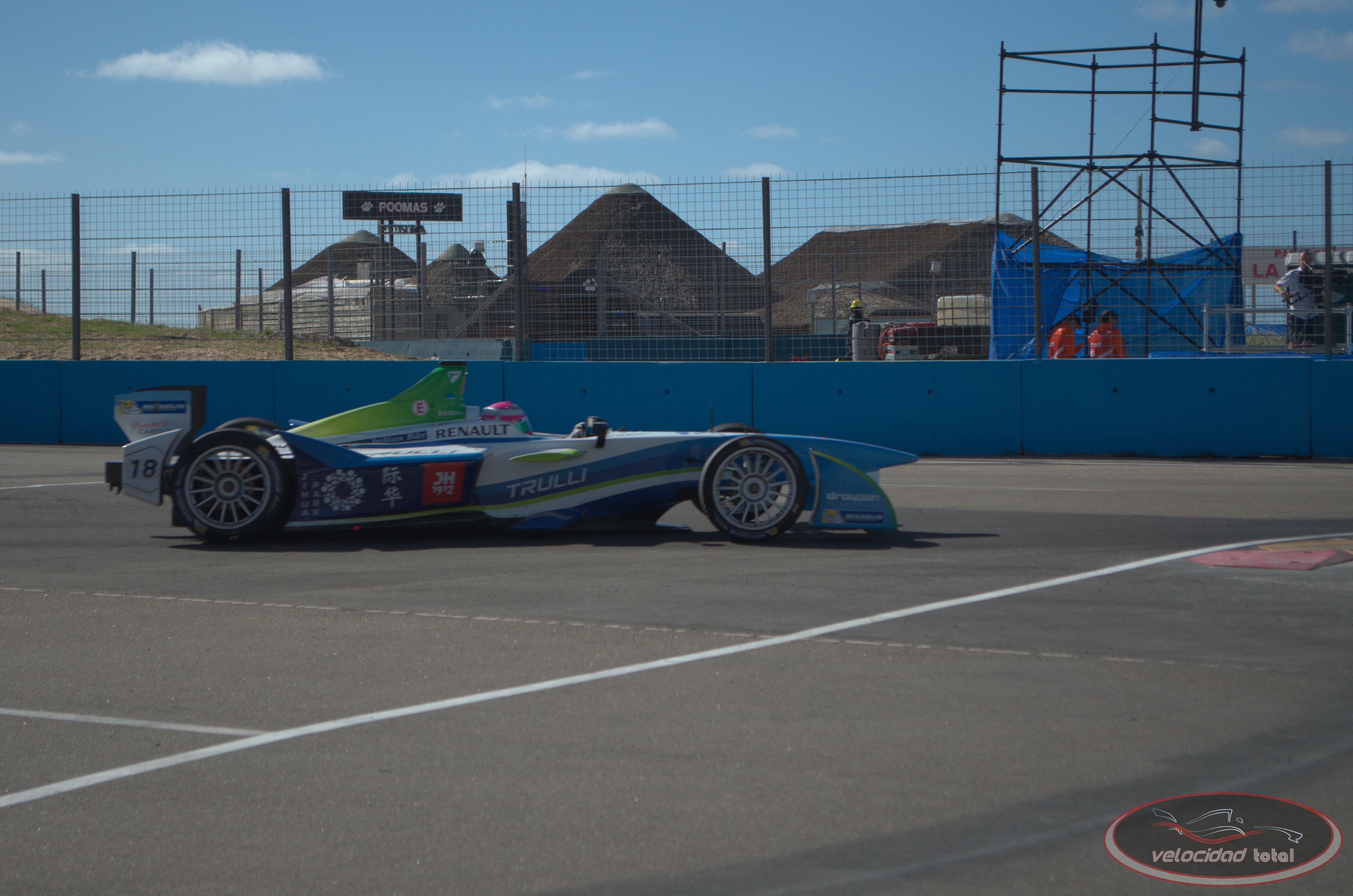
Jarno Trulli no ePrix de Punta del Este de 2014.

Para a etapa de Miami, Vitantonio Liuzzi substituiu Cerruti. Porém, na última etapa da temporada, o ePrix de Londres, Liuzzi foi substituído por Alex Fontana, já que Liuzzi estava competindo na rodada da GT Asia Series em Okayama no mesmo fim de semana. A temporada terminou mal para a equipe, com pontos conquistados em apenas duas corridas e os pontos pela pole position em Berlim, a Trulli Formula E Team terminou em último lugar na classificação do Campeonato de Equipes, somando apenas com 17 pontos.
A partir da temporada de 2015–16, as equipes foram autorizadas a desenvolver seus próprios trens de força de forma independente, com a Trulli Formula E Team confirmando uma parceria com a fabricante italiana Motomatica. Nesta temporada, o próprio Trulli deixou as funções de piloto e foi substituído pelo mexicano Salvador Durán, que competiu a maior parte da primeira temporada com a Amlin Aguri, fazendo parceria com Liuzzi.
O trem de força desenvolvido pela Motomatica provou ser perenemente pouco confiável e perigoso durante os testes privados, com Liuzzi alegando que o carro "não era capaz de sair nem um metro da garagem" devido a constantes avarias e que a certa altura ele havia sido eletrocutado. Após especulações de que a equipe poderia voltar para o trem de força da primeira temporada — assim como a Andretti fez após enfrentar dificuldades nos testes de pré-temporada —, mas a equipe, por fim, optou por persistir com a unidade problemática. A equipe organizou um frete privado para a rodada de abertura em Pequim para continuar com a solução dos seus problemas, mas falhou nas verificações de pré-corrida, com a maioria de suas peças ficando presas na alfândega. Após se retirar da segunda rodada em Putrajaia, o futuro da equipe parecia incerto, culminando com sua retirada do grid da Fórmula E em 15 de dezembro de 2015, em favor da estreia da nova equipe Jaguar Racing na temporada de 2016–17.

## Resultados
(legenda) (resultados em negrito indicam pole position; resultados em itálico indicam volta mais rápida)
| Ano     | Nome                  | Chassis       | Trem de força    | Pneu | N.° | Piloto            | 1   | 2   | 3   | 4   | 5   | 6   | 7   | 8   | 9   | 10  | 11  | Pontos | Class. |
| ------- | --------------------- | ------------- | ---------------- | ---- | --- | ----------------- | --- | --- | --- | --- | --- | --- | --- | --- | --- | --- | --- | ------ | ------ |
| 2014–15 | Trulli Formula E Team | Spark SRT01-e | SRT01-e          | M    |     |                   | PEQ | PUT | PDE | BUE | MIA | LBH | MON | BER | MSC | LON | LON | 17     | 10°    |
| 2014–15 | Trulli Formula E Team | Spark SRT01-e | SRT01-e          | M    | 10  | Jarno Trulli      | Ret | 17  | 4   | Ret | 15  | Ret | 11  | 19† | 18† | 15  | Ret | 17     | 10°    |
| 2014–15 | Trulli Formula E Team | Spark SRT01-e | SRT01-e          | M    | 18  | Michela Cerruti   | 14  | Ret | 12  | Ret |     |     |     |     |     |     |     | 17     | 10°    |
| 2014–15 | Trulli Formula E Team | Spark SRT01-e | SRT01-e          | M    | 18  | Vitantonio Liuzzi |     |     |     |     | 16  | 13  | NC  | 9   | 17  |     |     | 17     | 10°    |
| 2014–15 | Trulli Formula E Team | Spark SRT01-e | SRT01-e          | M    | 18  | Alex Fontana      |     |     |     |     |     |     |     |     |     | Ret | 14  | 17     | 10°    |
| 2015–16 | Trulli Formula E Team | Spark SRT01-e | Motomatica JT-01 | M    |     |                   | PEQ | PUT | PDE | BNA | MEX | LBH | PAR | BER | LON | LON |     | 0      | NC     |
| 2015–16 | Trulli Formula E Team | Spark SRT01-e | Motomatica JT-01 | M    | 10  | Vitantonio Liuzzi | NP  | NP  |     |     |     |     |     |     |     |     |     | 0      | NC     |
| 2015–16 | Trulli Formula E Team | Spark SRT01-e | Motomatica JT-01 | M    | 18  | Salvador Durán    | NP  |     |     |     |     |     |     |     |     |     |     | 0      | NC     |
| 2015–16 | Trulli Formula E Team | Spark SRT01-e | Motomatica JT-01 | M    | 18  | Jarno Trulli      |     | NP  |     |     |     |     |     |     |     |     |     | 0      | NC     |